# Moszczona Królewska
Moszczona Królewska – wieś w Polsce położona w województwie podlaskim, w powiecie siemiatyckim, w gminie Mielnik.
W latach 1975–1998 miejscowość administracyjnie należała do województwa białostockiego.
Przez wieś przebiega droga wojewódzka nr 640.
W pobliżu miejscowości znajduje się 14 bunkrów z Brzeskiego Rejonu Umocnionego Linii Mołotowa z okresu II wojny światowej.
Wierni kościoła rzymskokatolickiego należą do parafii Parafia Przemienienia Pańskiego w Mielniku.